# Nazionale maschile di pallamano della Spagna
La nazionale di pallamano maschile della Spagna è la rappresentativa pallamanistica maschile della Spagna ed è posta sotto l'egida della Federazione spagnola di pallamano (Real Federación Española de Balonmano) e rappresenta il paese nelle varie competizioni ufficiali o amichevoli riservate a squadre nazionali.
Si tratta di una delle principali nazionali nel panorama pallamanistico mondiale, campione europeo attuale. Nel suo palmarès figurano due campionati mondiale, 5 bronzi olimpici e diversi podi fra mondiali ed europei.

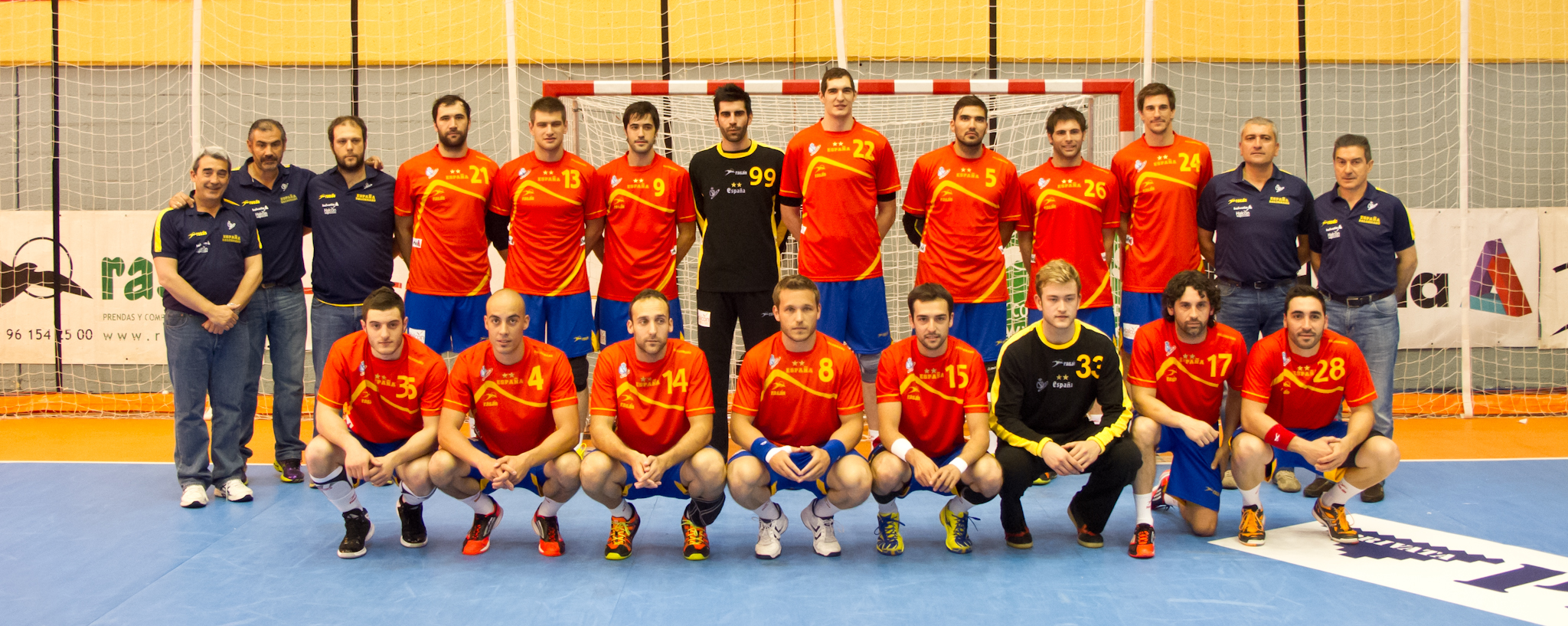
Nazionale di pallamano della Spagna (2013)

## Palmarès

### Olimpiadi
- (1996, 2000, 2008, 2020 e 2024)

### Mondiali
- (2005, 2013)
- (2011, 2021, 2023)

### Europei
- (2018, 2020)
- (1996, 1998, 2006, 2016,2022)
- (2000, 2014)

### Competizioni principali
- 1936: non qualificata
- 1972: 15º posto
- 1976: non qualificata
- 1980: 5º posto
- 1984: 8º posto
- 1988: 9º posto
- 1992: 5º posto
- 1996:  3º posto
- 2000:  3º posto
- 2004: 7º posto
- 2008:  3º posto
- 2012: 5º posto
- 2016: non qualificata
- 2020:  3º posto
- 2024:  3º posto

- 1938: non qualificata
- 1954: non qualificata
- 1958: 12º posto
- 1961: non qualificata
- 1964: non qualificata
- 1967: non qualificata
- 1970: non qualificata
- 1974: 13º posto
- 1978: 10º posto
- 1982: 8º posto
- 1986: 5º posto
- 1990: 5º posto
- 1993: 5º posto
- 1995: 11º posto
- 1997: 7º posto
- 1999: 4º posto
- 2001: 5º posto
- 2003: 4º posto
- 2005:  Campione
- 2007: 7º posto
- 2009: 13º posto
- 2011:  3º posto
- 2013:  Campione
- 2015: 4º posto
- 2017: 5º posto
- 2019: 7º posto
- 2021:  3º posto
- 2023:  3º posto
- 2025: 18º posto

- 1994: 5º posto
- 1996:  2º posto
- 1998:  2º posto
- 2000:  3º posto
- 2002: 7º posto
- 2004: 10º posto
- 2006:  2º posto
- 2008: 9º posto
- 2010: 6º posto
- 2012: 4º posto
- 2014:  3º posto
- 2016:  2º posto
- 2018:  Campione
- 2020:  Campione
- 2022:  2º posto
- 2024: 13º posto

## Rosa
Di seguito la rosa che ha partecipato a Euro 2020
Head coach: Jordi Ribera
| N. | Pos. | Nome                    | Data di nascita (età) | Altezza | Pres. | Reti | Squadra             |
| -- | ---- | ----------------------- | --------------------- | ------- | ----- | ---- | ------------------- |
| 1  | GK   | Gonzalo Pérez de Vargas | 10 gennaio 1991       | 1.90 m  | 103   | 8    | Barça               |
| 5  | RB   | Jorge Maqueda           | 6 febbraio 1988       | 1.97 m  | 130   | 311  | MOL-Pick Szeged     |
| 6  | LW   | Ángel Fernández         | 16 settembre 1988     | 1.92 m  | 52    | 140  | PGE Vive Kielce     |
| 9  | CB   | Raúl Entrerríos         | 12 febbraio 1981      | 1.95 m  | 260   | 587  | Barça               |
| 10 | RB   | Alex Dujshebaev         | 17 dicembre 1992      | 1.87 m  | 90    | 218  | PGE Vive Kielce     |
| 11 | CB   | Daniel Sarmiento        | 25 agosto 1983        | 1.88 m  | 111   | 225  | Saint-Raphaël       |
| 12 | GK   | Rodrigo Corrales        | 24 gennaio 1991       | 2.02 m  | 63    | 2    | Paris Saint-Germain |
| 13 | P    | Julen Aguinagalde       | 8 dicembre 1982       | 1.96 m  | 188   | 453  | PGE Vive Kielce     |
| 14 | RW   | Ferrán Solé             | 25 agosto 1992        | 1.92 m  | 41    | 180  | Fenix Toulouse      |
| 15 | LB   | Iosu Goñi Leoz          | 4 gennaio 1990        | 1.97 m  | 54    | 82   | PAUC                |
| 17 | P    | Adrià Figueras          | 8 dicembre 1988       | 1.92 m  | 57    | 136  | BM Granollers       |
| 21 | LB   | Joan Cañellas           | 30 settembre 1986     | 1.98 m  | 179   | 456  | MOL-Pick Szeged     |
| 24 | LB   | Viran Morros            | 15 dicembre 1983      | 1.99 m  | 219   | 161  | Paris Saint-Germain |
| 28 | RW   | Aleix Gómez             | 7 maggio 1997         | 1.83 m  | 26    | 75   | Barça               |
| 29 | LW   | Aitor Ariño             | 5 ottobre 1992        | 1.87 m  | 53    | 104  | Barça               |
| 30 | P    | Gedeón Guardiola        | 1º ottobre 1984       | 2.00 m  | 138   | 166  | Rhein-Neckar Löwen  |
| 59 | LB   | Daniel Dujshebaev       | 4 luglio 1997         | 1.93 m  | 35    | 58   | PGE Vive Kielce     |